# Нью Дуглас Парк
«Нью Дуглас Парк» або «СуперСіл Стедіум» (англ. New Douglas Park, SuperSeal Stadium) — футбольний стадіон в Гамільтоні, Шотландія,  домашня арена ФК «Гамільтон Академікал».
Стадіон побудований та відкритий у 2001 році. До 2013 року на арені було трав'яне покриття. З 2013 року поле стадіону вкрите штучним газоном.
З 2016 року арена носить комерційну назву «СуперСіл Стедіум», пов'язану з укладенням спонсорської угоди з компанією «SuperSeal».